# 1958 na música

## Eventos
- 2 de Janeiro - Maria Callas, após uma apresentação infeliz, escapa pela porta dos fundos da Ópera de Paris
- 9 de Julho - Acontece o Newport Jazz Festival, apresentando Louis Armstrong, Anita O'Day, Mahalia Jackson, Ella Fitzgerald entre outros.
- Agosto - Lançamento do antológico LP Canção do Amor Demais, considerado a pedra fundamental do movimento musical urbano da Bossa nova.
- 1ª aparição dos Bee Gees na tv Australiana cantando Times Passing By e My Old Mand Of Dustman.

## Nascimentos
| Data            | Nome                  | Profissão                       | Nacionalidade  | Observações | Ref   |
| --------------- | --------------------- | ------------------------------- | -------------- | ----------- | ----- |
| 1.º de janeiro  | Eduardo Dussek        | cantor e compositor             | Brasil         |             |       |
| 12 de janeiro   | Per Gessle            | cantor e compositor             | Suécia         |             |       |
| 25 de janeiro   | Diana Pequeno         | cantora e compositora           | Brasil         |             |       |
| 3 de fevereiro  | Serginho Herval       | baterista e vocalista           | Brasil         |             |       |
| 16 de fevereiro | Ice T                 | cantor e ator                   | Estados Unidos |             |       |
| 18 de fevereiro | Gar Samuelson         | músico                          | Estados Unidos | m. 1999     |       |
| 5 de março      | Andy Gibb             | cantor e compositor             | Inglaterra     | m. 1988     |       |
| 4 de abril      | Cazuza                | cantor e compositor             | Brasil         | m. 1990     |       |
| 12 de maio      | Eric Singer           | baterista                       | Estados Unidos |             |       |
| 30 de maio      | Marie Fredriksson     | cantora e compositora           | Suécia         | m. 2019     | [ 1 ] |
| 6 de junho      | Eugénia Melo e Castro | cantora e compositora           | Portugal       |             |       |
| 7 de junho      | Prince                | cantor                          | Estados Unidos | m. 2016     |       |
| 7 de julho      | Michala Petri         | flautista                       | Dinamarca      |             |       |
| 30 de julho     | Kate Bush             | cantora e compositora           | Inglaterra     |             |       |
| 7 de agosto     | Bruce Dickinson       | vocalista                       | Inglaterra     |             |       |
| 16 de agosto    | Madonna               | cantora e atriz                 | Estados Unidos |             |       |
| 29 de agosto    | Michael Jackson       | cantor, ator e compositor       | Estados Unidos | m. 2009     |       |
| 31 de agosto    | Mácleim               | compositor, arranjador e cantor | Brasil         |             |       |
| 19 de setembro  | Lita Ford             | vocalista e guitarrista         | Estados Unidos |             |       |
| 22 de setembro  | Andrea Bocelli        | cantor                          | Itália         |             |       |
| 22 de setembro  | Joan Jett             | vocalista e guitarrista         | Estados Unidos |             |       |
| 17 de outubro   | Alan Jackson          | cantor                          | Estados Unidos |             |       |
| 11 de dezembro  | Nikki Sixx            | músico                          | Estados Unidos |             |       |

## Mortes
| Data            | Nome             | Profissão              | Nacionalidade | Observações | Ref |
| --------------- | ---------------- | ---------------------- | ------------- | ----------- | --- |
| 16 de fevereiro | Benedito Lacerda | compositor e flautista | Brasil        | n. 1903     |     |
| 6 de março      | Assis Valente    | compositor             | Brasil        | n. 1911     |     |
| 29 de setembro  | Aarre Merikanto  | compositor             | Finlândia     | n. 1893     |     |